# Космея звичайна
{{#ifeq:0|0|{{#if:|{{#if:Cosmosbipinnatus|[[]}}|}}}}
Космея звичайна, космос роздільнолистий (Cosmos bipinnatus) — вид квіткових рослин з родини айстрових, роду космея або космос (Cosmos).

## Опис

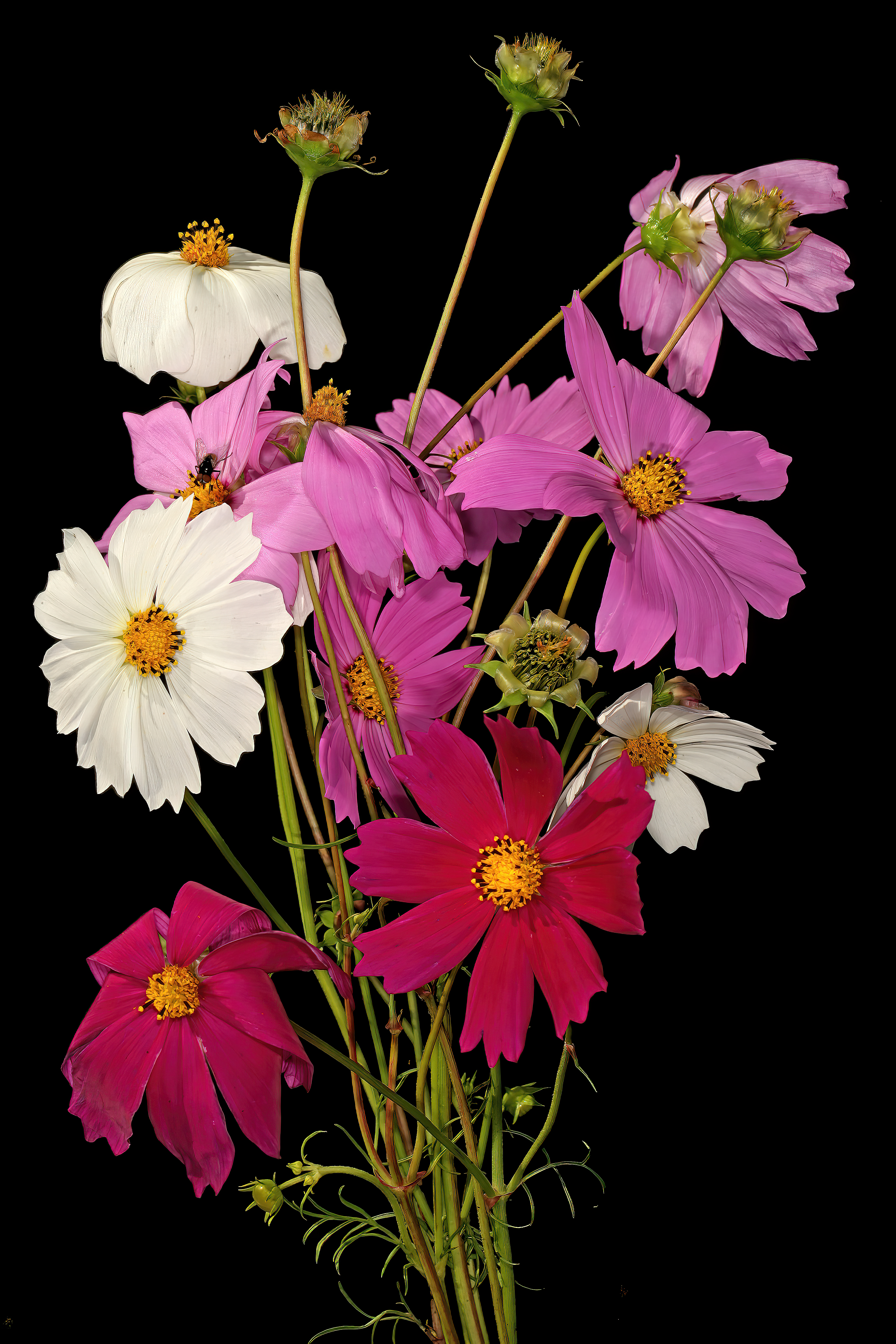
Букет з різнобарвних Cosmos bipinnatus

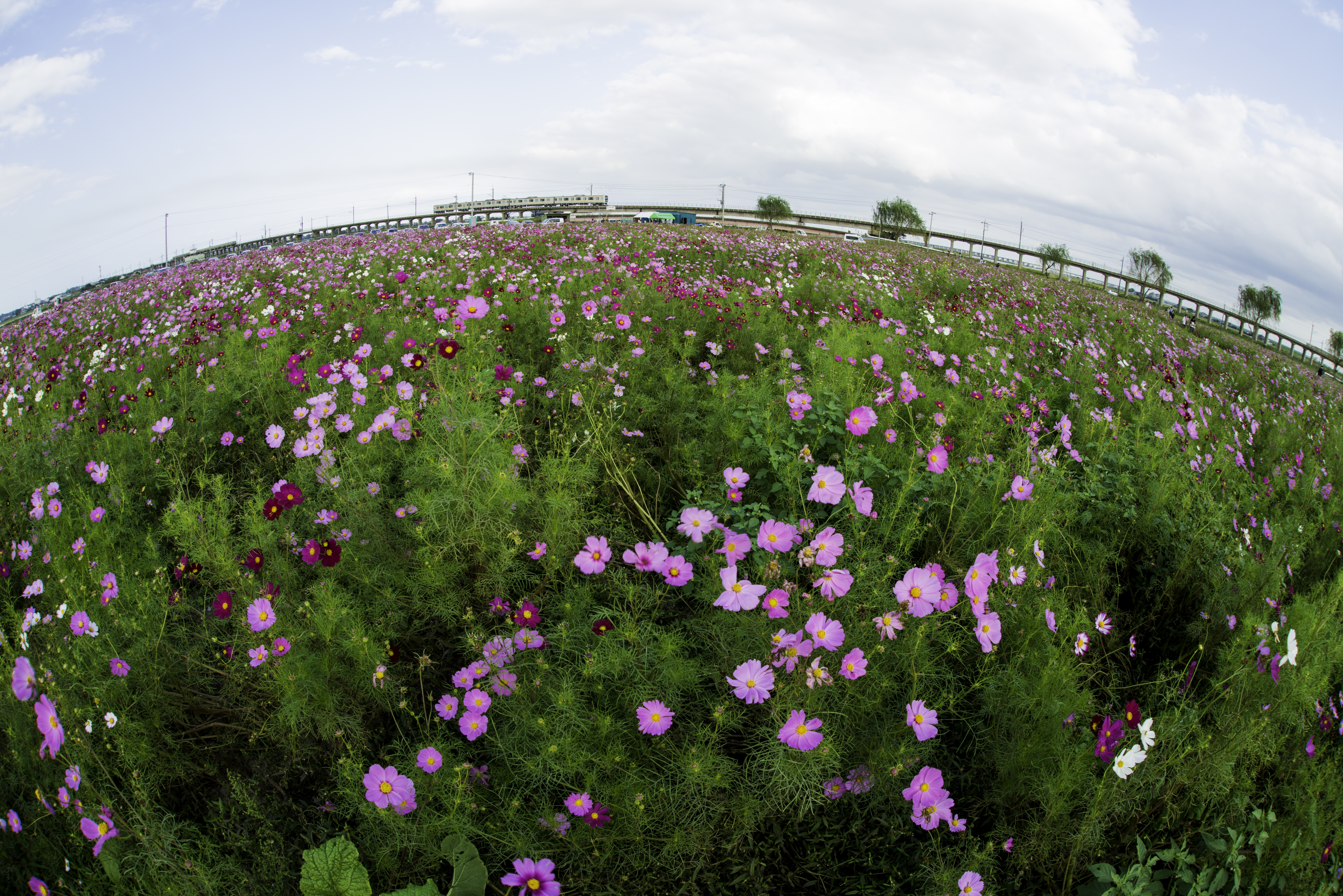
Поле космоса роздільнолистого

Рослини заввишки 30–200 см, голі або слабоопушені, іноді шкірчасті. Листя: черешки 0 або до 1 см; лопаті 6-11 см, кінцеві частки до 1,5 мм завширшки, краї цілі, верхівки гострі (затверділі). Квітконоси 10-20 см. Чашечки розлогі, приквітки від лінійних до ланцетних 6–13 мм, верхівки загострені. Обгортки 7–15 мм в діаметрі. Філярії прямі, від ланцетних до яйцевидно-ланцетних, 7–13 мм, верхівки округлі або тупі. Віночки променів білі, рожеві або багряні, пластинки від оберненояйцеподібних до зворотноланцетних, 15–50 мм, верхівки більш-менш зрізані, зубчасті. Віночки дисків 5–7 мм. Ципсели 7–16 мм, голі, сосочкові. 2 n = 24.

## Екологія
Зростає на узбіччях доріг на висоті 0–1000 м над рівнем моря. Цвіте з літа по осінь.

## Поширення
Баткьківщиною цього виду є Мексика та південний захід США (Алабама, Аризона, Арканзас, Каліфорнія, Колорадо, Коннектикут, Делавер, Флорида, Джорджія, Іллінойс, Канзас, Кентуккі, Луїзіана, Мен, Меріленд, Массачусетс, Мічиган, Міннесота, Міссурі, Нью-Гемпшир, Нью-Джерсі, Нью-Мексико, Нью-Йорк, Північна Кароліна, Огайо, Оклахома, Пенсільванія, Род-Айленд, Південна Кароліна, Теннесі, Техас, Юта, Вірджинія, Західна Вірджинія, Вісконсин). Інтродукований у Вест-Індії, Центральній Америці, Південній Америці, Азії.

## Використання
Улюблена рослина у садах, вона натуралізувалася в багатьох інших місцях майже по всьому світу, його висівають на узбіччях доріг. Багато культивованих сортів і гібридів значно відрізняються від описаного вище дикого типу, сильно відрізняючись за статурою та забарвленням як променевих, так і дискових віночків.